# Mulhausen
Mulhausen är en kommun i departementet Bas-Rhin i regionen Grand Est (tidigare regionen Alsace) i nordöstra Frankrike. Kommunen ligger i kantonen Bouxwiller som tillhör arrondissementet Saverne. År 2022 hade Mulhausen 440 invånare.

## Befolkningsutveckling
Antalet invånare i kommunen Mulhausen
| Referens: INSEE |